# یواس‌اس کینگ (دی‌دی‌جی-۴۱)
یواس‌اس کینگ (دی‌دی‌جی-۴۱) (به انگلیسی: USS King (DDG-41)) یک کشتی بود که طول آن ۵۱۲ فوت ۶ اینچ (۱۵۶٫۲۱ متر) بود. این کشتی در سال ۱۹۵۸ ساخته شد.